# Лютеранская кирха (Полоцк)
Лютеранская кирха — историческое здание начала XX века в Полоцке, памятник архитектуры (номер 213Г000615). Ныне в здании находится краеведческий музей. Расположена по адресу: Нижне-Покровская улица, дом 11.

## История
Первая деревянная кирха в Полоцке построена в 1775 году для лютеранской немецкой общины. Современная кирха построена в 1905—1912 гг. на месте старой деревянной кирхи. Строительство началось после императорского указа 1905 года о веротерпимости, когда в Полоцке возник самостоятельный приход. По другим данным, кирха построена в 1888 году. Кирха действовала до Октябрьской революции, закрыта в 1924 году. Использовалась как хранилище зерна и как кинотеатр. С 1948 года в здании разместился краеведческий музей (по некоторым данным, размещался в здании бывшей кирхи и до Великой Отечественной войны, с 1930 года).

## Архитектура
Церковь построена в неоготическом стиле. Краснокирпичное неоштукатуренное здание имеет прямоугольную форму в плане с четырёхгранной апсидой. На главном фасаде храма одна двухъярусная четвериковая башня с высокой четырёхскатной крышей. Оба яруса башни венчают лепные карнизы с ажурными поясами. В оформлении фасадов использованы контрфорсы, стрельчатые проёмы, пинакли. Главный вход оформлен стрельчатым порталом с круглым оконным проёмом над ним.